# Organisation pour l'officialisation des langues nationales

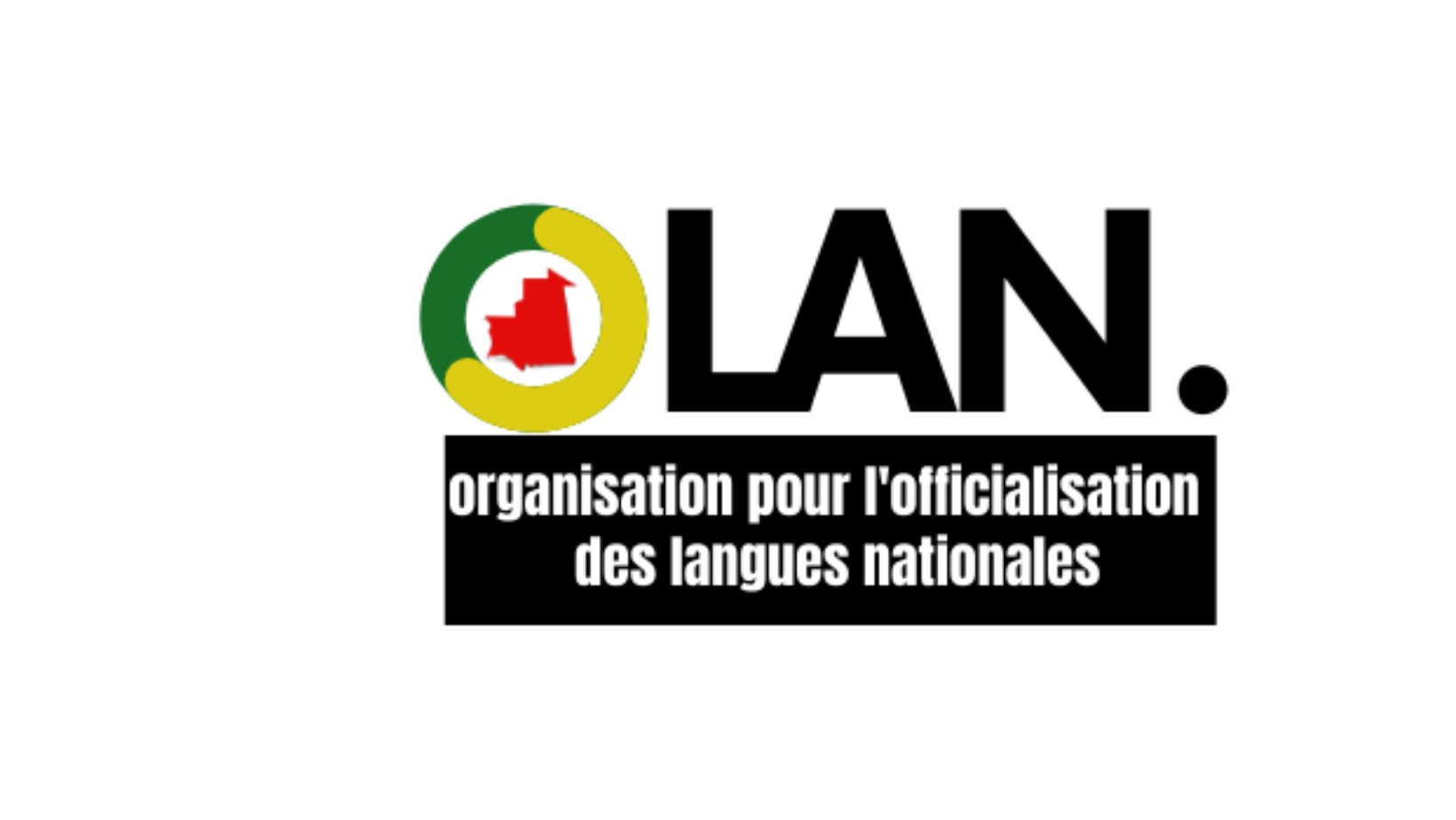
OLAN - Mauritanie.

L'Organisation pour l'officialisation des langues nationales (OLAN) est un mouvement mauritanien qui a vu le jour en mars 2022 pour protester contre le projet de loi d'orientation de l'éducation nationale. Celui-ci est jugé par l'organisation comme étant discriminatoire envers les langues nationales pulaar, soninké et wolof, et ayant pour objectif de parachever l'arabisation du système éducatif,,. OLAN a organisé plusieurs manifestations à Nouakchott, la capitale de la Mauritanie, à partir d'avril 2022 ; certaines ont été violemment réprimées par les forces de l'ordre,. L'organisation déploie ses activités au delà de la protestation contre le projet, devenu loi, en revendiquant l'officialisation des langues pulaar, sooninke et wolof, parlées par les communautés noires mauritaniennes.